# Байланхэ
Байланхэ́ (кит. упр. 白浪河) — река в китайской провинции Шаньдун, главная река городского округа Вэйфан.

## География
Исток реки расположен в уезде Чанлэ на горе Дагушань. Сначала река течёт на восток, затем поворачивает на север, протекает через водохранилище Масун, оттуда продолжает путь на северо-восток и на территории района Фанцзы попадает в водохранилище Байланхэ. Далее река течёт на север сквозь основную урбанизированную зону Вэйфана, образуя границу между районами Вэйчэн и Куйвэнь, и на территории Шоугуана впадает в Бохайский залив, образуя единое устье с рекой Михэ.